# Ipoides eramboensis
Ipoides eramboensis är en insektsart som beskrevs av Evans 1973. Ipoides eramboensis ingår i släktet Ipoides och familjen dvärgstritar. Inga underarter finns listade i Catalogue of Life.